# Contea di Irwin (Australia)
La contea di Irwin è una delle diciassette local government areas che si trovano nella regione di Mid West, in Australia Occidentale. Essa si estende su di una superficie di circa 2.223 chilometri quadrati ed ha una popolazione di 3.052 abitanti.